# Île des Béguines
L’île des Béguines est une île de Belgique située à Huy (province de Liège). Elle est située à proximité de l'île des Chanoines.

## Géographie
L'île est massive, en forme de triangle complété par l'île des Chanoines, séparée par un étroit chenal,.

## Faune et flore
L'île est fréquenté par des castors. C'est une zone de nidification importante de bernaches du Canada (espèce invasive). Il y a des canards domestiques et des cygnes.
La végétation est dominée par les saules blancs (Salix alba). D'autres espèces d'arbres sont présentes dont les peupliers hybrides, les aulnes glutineux, des sycomores, des sureaux noirs.